# 日本の戦争犯罪一覧
日本の戦争犯罪一覧（にっぽんのせんそうはんざいいちらん）は、日本および大日本帝国が行った行為のうち戦争犯罪行為と認定または主張される行為の一覧である。

## 凡例
日中戦争および太平洋戦争における該当行為については1945年に公布された国際軍事裁判所憲章(国際軍事裁判所条例）で定義された戦争犯罪が極東国際軍事裁判などで適用されたもの、また公式に認定されていないが戦争犯罪として主張される行為も含む。 
なおこれらの行為のうち、1948年に国際連合で採択されたジェノサイド条約で規定されたジェノサイド(集団構成員を殺すこと他の意味がある）に該当するとして国際刑事裁判所(2003年に設置)などにおいて判定された事例はない。
戦争犯罪一般の事例については戦争犯罪を、日本の戦争犯罪に関する議論に関しては日本の戦争犯罪を（英語: Japanese war crimes）もそれぞれ参照する事。

## 日清戦争
- 旅順虐殺事件

## シベリア出兵
- イワノフカ事件（民間人偽装兵である抗日パルチザン掃討作戦中の民間人犠牲者）

## 日中戦争・太平洋戦争

### アメリカ合衆国
- 風船爆弾によるアメリカ市民の殺害事件[注 1]
- 捕虜の虐待
  - 大船収容所事件
  - バターン死の行進
  - 「ヘルシップ」- 連合軍捕虜の海上移送に伴う大量死
  - 搭乗員捕虜の殺害 - 戦犯（民間人大量虐殺実行犯）としての即時処分、民間人大量虐殺実行犯に対する住民による私刑、安楽死。
    - 大阪憲兵隊事件[1]、ドーリットル事件
    - 日吉村事件（武士道裁判事件）[1]、紙敷村事件[1]、能崎事件（佐原町事件）、東京立川憲兵隊事件[注 2]
    - 東海軍事件[1]、中部軍・中部憲兵隊事件[1]、東部軍一戸中佐事件[1]、青酸カリ捕虜毒殺事件[注 3]
    - 千住大橋事件（東京上野憲兵隊事件）、西部軍搭乗員斬首事件[注 4]、漢口連合軍航空機搭乗員虐殺事件[注 5]
    - 宮古島事件[1]、石垣島事件、喜界島事件[1]、台湾軍軍律裁判事件[1]
    - 小笠原事件 - 処刑後、さらに遺体を人肉食したとされる

  - 東京陸軍刑務所飛行士焼死事件（搭乗員焼死事件） - 空襲時に捕虜を避難させなかったとされる
  - 東部憲兵隊事件 - 捕虜に十分な食事等を与えなかったとされる。軍医による薬物注射での重体者殺害を含む[1]
  - 高知憲兵隊事件 - 負傷した搭乗員捕虜の手当てを怠って死亡させたとされる[1]
  - 捕虜への人体実験
    - 海軍生体解剖事件
    - 九州大学生体解剖事件

  - パラワン島米兵捕虜焼殺事件（en）[注 6]
  - マキン奇襲における捕虜殺害（同作戦ではアメリカ軍による日本軍兵士に対する遺体凌辱事件も発生している）
  - ウェーク島の戦いにおける捕虜処分
  - 捕虜の強制労働 - 麻生鉱業#戦争捕虜問題など[3]
- 橘丸事件

### イギリス・オーストラリア・英連邦
- 香港の戦いにおける戦闘中の英軍捕虜処分
  - 聖ステファン中学校虐殺事件（英語版）
- ビハール号事件（利根事件）
- 一宮町事件（ホックレー事件）
- オーストラリアの病院船セントー号（en:AHS Centaur）撃沈
- オーストラリア本土への史上唯一の空襲[4]、ダーウィン空襲
- サンダカン死の行進
- バンカ島事件

### オランダ
- オランダの病院船（徴用前は旅客船）オプテンノール号の拘束（のちに自沈）
- スマラン慰安所事件

### フランス・仏領インドシナ
- ランソン事件

仏印で日本軍が共同統治者であったフランス側に対して起こしたクーデターである明号作戦で、ランソン要塞で捕えた仏軍捕虜の殺害。謀計で捕らえたフランス側要塞司令官に部下を降伏させるよう迫ったものの拒否され、これを殺害。さらに、ランソン要塞の攻防ではフランス側は120人が戦死、降伏後には生存者と負傷者のうち立っていられる460人が虐殺されたという。
日本軍側責任者である当時連隊長であった大佐は、次期作戦のため即時転進を命じられており、要塞から脱出した仏兵や未降伏の他の要塞の兵が多数いたため、残置部隊の負担を軽くするために、捕虜を｢遅滞なく処刑すべし｣との命令を部下に出したと、戦後のサイゴン裁判での公判で語っている。

大佐は作戦行動である旨を主張したが通らず、処刑命令の決定責任者として、また、部下の中隊長ら３人が処刑命令を伝えたとして死刑（伝えたといっても、それぞれ配下の部隊に伝えて実行させたものであるため、実質、処刑実行の命令責任者である）となった。なお、この事件の起訴状によれば、ドンダンでも同様の虐殺があったが、こちらは容疑者が特定できなかったとしている。

### インド
- 日本軍によるアンダマン・ニコバル諸島の占領 における行為（en:Homfreyganj massacre）

### フィリピン
- マニラ大虐殺
- バターン死の行進
- フィリピンにおける慰安婦[注 7]

### ニューギニア
- スパイ及びゲリラ掃討作戦の過程で発生した原住民の殺害事件[注 8]

### インドネシア
- スマラン慰安所事件
- バンカ島事件
- フローレス島事件
- マゲラン事件
- 櫻倶楽部事件
- ジョンベル憲兵分隊事件
- ポンティアナック事件

### マレーシア
- アピ事件
- サンダカン死の行進
- 日本軍支配下のマレー半島華僑虐殺
- マラッカ事件

### シンガポール
- アレクサンドラ病院事件
- 昭南陸軍刑務所事件
- シンガポール華僑粛清事件
- セララン兵営事件
- 双十節事件

### ミャンマー
- カラゴン事件
- 第一モールメン・タキン事件
- 泰緬鉄道建設捕虜虐待事件

### 中華民国
- 南京事件（百人斬り競争）
- 重慶爆撃
- 陽高事件
- 日本企業による中国人の強制労働（花岡事件や西松建設事件）
- 中国における慰安婦
- 三竃島事件

### 満州国
- 平頂山事件等、満州での抗日ゲリラによる日本人ないし施設への襲撃に対する報復としての、ゲリラとの関連を疑った近隣住民の殺害
- 731部隊による行為（日本軍による人体実験）

### 外地

#### 朝鮮半島
- 慰安婦[注 7]の強制連行、性的奴隷制度としての慰安所の設置
- 朝鮮人の強制連行・強制労働
- 三・一独立運動等の独立・共産運動及び抗日組織に対する制圧・掃討作戦に伴う行為

#### 台湾
- 台湾抗日運動の抗日組織に対する制圧・掃討作戦に伴う行為

### 内地
- 久米島守備隊住民虐殺事件
- 渡野喜屋事件